# Operacija Yonatan
Operacija Yonatan je konačni naziv za Operaciju Entebbe, u kojoj je 200 izraelskih komandosa oslobodilo zatočene sa zračne luke Entebbe u Ugandi.
Nazvana je Yonatan po zapovjedniku akcije, pukovniku Yonathanu Netanyahuu (Yonatanu Netanyahuu), koji je bio jedina izraelska žrtva akcije. Yonatan je bio stariji brat izraelskog premijera Benjamina Netanjahua.
Kada je 27. lipnja 1976. godine PLO oteo zrakoplov s putnicima, Izrael je tjedan dana smišljao svoj potez.
Avion je sletio u Entebbe, u Ugandi, jer je predsjednik Ugande Idi Amin bio povezan s PLO-om.
Izraelski vojnici su došli u zračnu luku 4. srpnja 1976., napali i ubili sve otmičare i dva talca. Slomljen je otpor ugandskih vojnika.
Komandosi su zauzeli zrakoplov, a pukovnik Netanyahu ubijen je hitcem u prsa.